# شابلي كباب
شابلي كباب هو كباب مفروم علي الطريقة البشتونية يصنع غالباً من اللحم المفروم،لحم ضأن أو الدجاج مع إضافة توابل مختلفة على شكل فطيرة.